# Cliffortia exilifolia
Cliffortia exilifolia är en rosväxtart som beskrevs av August Henning Weimarck. Cliffortia exilifolia ingår i släktet Cliffortia och familjen rosväxter. Inga underarter finns listade i Catalogue of Life.